# Klemens VIII
Klemens VIII, łac. Clemens VIII, właśc. Hipolit Aldobrandini, wł. Ippolito Aldobrandini (ur. 24 lutego 1536 w Fano, zm. 3 marca 1605 w Rzymie) – papież od 30 stycznia 1592 do 3 marca 1605 roku.
Jego trzynastoletni pontyfikat przypadł na schyłkowy okres wojen religijnych we Francji, które zakończyły się zwycięstwem katolicyzmu. Dzięki poparciu, jakiego udzielił francuskiemu królowi Henrykowi IV, doprowadził do uwolnienia Stolicy Apostolskiej spod dominacji Hiszpanii. Był też twórcą potęgi rodu Aldobrandini.

## Życiorys
Ippolito Aldobrandini urodził się 24 lutego 1536 w Fano i ochrzczono go 4 marca tegoż roku w miejscowej katedrze . Był on jednym z ośmiorga dzieci florenckiego adwokata Silvestro Aldobrandini (1499–1558), który z powodu opozycji wobec rządów Medyceuszy musiał uchodzić z Florencji i ostatecznie osiadł w Rzymie. Ojciec zapewnił Ippolito gruntowne wykształcenie; studiował prawo na uniwersytetach w Padwie, Perugii i Bolonii, uzyskując tytuł doktora .
Za pontyfikatu Piusa V (1566–1572) na rodzinę Aldobrandinich spłynęło sporo zaszczytów. Giovanni Aldobrandini, starszy brat Ippolito, został mianowany biskupem Imoli (1569) i kardynałem (1570). Ippolito został natomiast mianowany przez Piusa V adwokatem konsystorialnym (1568) i audytorem Roty Rzymskiej (1570). W 1571 towarzyszył kardynałowi Michele Bonelli podczas misji dyplomatycznej w Hiszpanii .
Po śmierci Piusa V w 1572 i przedwczesnej śmierci jego brata Giovanniego w 1573 wydawało się, że kariera Ippolito jest skończona. Podczas pontyfikatu papieża Grzegorza XIII (1572–1585) Ippolito, jako stronnik zmarłego papieża, nie odgrywał żadnej roli, zajmując podrzędne stanowisko w Rocie Rzymskiej. W tym czasie nawiązał przyjazne stosunki z Filipem Neri, przyszłym świętym. Prawdopodobnie pod jego wpływem w 1580 przyjął święcenia kapłańskie .

## Kardynał i legat papieski
Wybór papieża Sykstusa V 24 kwietnia 1585 stanowił punkt zwrotny w karierze Ippolito. Nowy papież, podobnie jak on protegowany Piusa V, już 15 maja 1585 mianował go swym datariuszem. Kilka miesięcy później, 18 grudnia 1585 Ippolito został kreowany kardynałem prezbiterem i 15 stycznia 1586 otrzymał kościół tytularny św. Pankracego za Murami. 12 czerwca 1586 objął urząd penitencjariusza większego .
W latach 1588–89 kardynał Ippolito Aldobrandini przebywał na Śląsku i w Polsce (m.in. w Bytomiu, Będzinie i Olkuszu) jako nuncjusz apostolski oraz obserwator z ramienia papiestwa paktów bytomsko-będzińskich, w których zdecydowano o rezygnacji z polskiego tronu Maksymiliana Habsburga (wziętego do niewoli przez Jana Zamoyskiego po bitwie pod Byczyną). W rokowaniach tych początkowo nieufnie traktowany przez stronę polską, także jako osoba naciskająca na Jana Zamoyskiego w kwestii podjęcia tych rozmów (pomimo uznania przez legata argumentacji kanclerza) odegrał jednak znaczącą rolę w zawarciu porozumienia. Obecny (od 21 marca 1589) podczas obrad sejmu pacyfikacyjnego w Warszawie, od którego otrzymał specjalne podziękowanie za postawę w rokowaniach z arcyksięciem Maksymilianem. Po tych wydarzeniach doszło do zerwania współpracy między legatem a kanclerzem wielkim koronnym wskutek braku zgody między nimi w kwestii różnowierców i reformy elekcji.
Kardynał Aldobrandini uczestniczył w obydwu konklawe w 1590 oraz w konklawe 1591. Na wszystkich był wymieniany jako kandydat na papieża, ale jego wyborowi sprzeciwiała się frakcja prohiszpańska w Kolegium Kardynałów. Sytuacja zmieniła się dopiero po śmierci Innocentego IX (30 grudnia 1591).

## Wybór na papieża
30 stycznia 1592 kardynał Ippolito Aldobrandini został wybrany na papieża i przyjął imię Klemens VIII. 2 lutego 1592 w kaplicy Sykstyńskiej przyjął sakrę biskupią z rąk kardynała Alfonso Gesualdo, biskupa Ostii i dziekana Świętego Kolegium. Tydzień później, 9 lutego 1592, został uroczyście koronowany w bazylice watykańskiej przez kardynała-diakona Francesco Sforza di Santa Fiora. Nowy papież na swoje motto biskupie obrał fragment psalmu 83: Protector noster, aspice Deus (Spojrzyj Boże, obrońco nasz).

## Pontyfikat

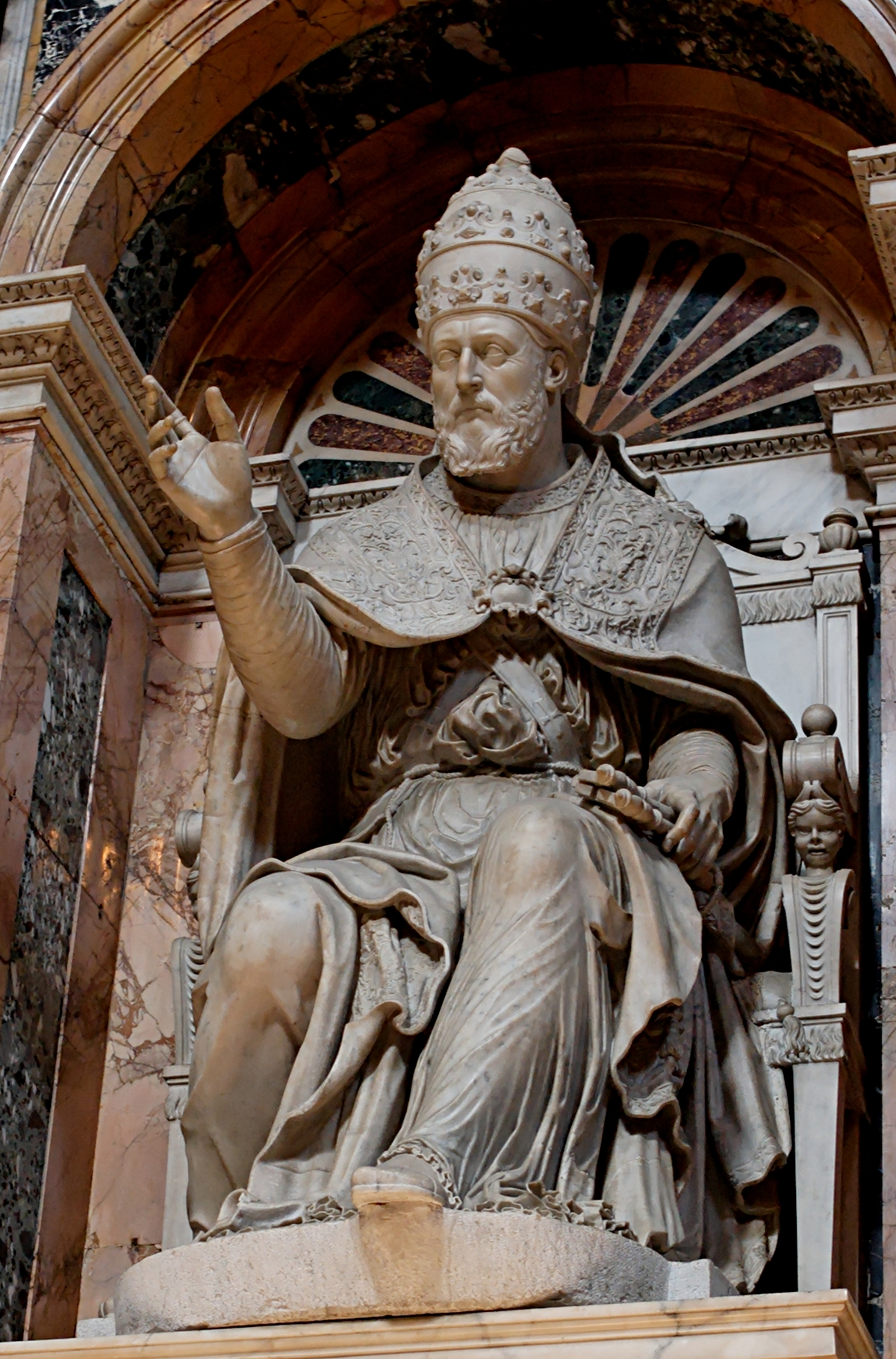
Papież Klemens VIII. Pomnik w bazylice S. Maria Maggiore

### Reformy kościelne
Papież Klemens VIII był mocno oddany dziełu reformy trydenckiej. Poważnie traktował swoje diecezjalne obowiązki duszpasterskie, dokonując regularnych wizytacji rzymskich parafii. W celu zapewnienia należytej troski duszpasterskiej parafiom diecezji rzymskiej utworzył Kongregację ds. Wizytacji Apostolskich. Dbał o poziom moralny duchowieństwa i kurii; zdarzało się nawet, że udzielał imiennych reprymend kardynałom prowadzącym nieuporządkowane życie osobiste (np. Giovanni Battista Deti, Alessandro d’Este). Sam dawał dobry przykład, prowadząc skromny, niemalże ascetyczny tryb życia. Był przy tym osobą bardzo pracowitą, ale brakowało mu niekiedy zdecydowania, co powodowało odwlekanie decyzji. Pozostawał pod dużym wpływem swego duchowego mistrza Filipa Neri oraz swego spowiednika, historyka Cesare Baronio, którego później mianował kardynałem. Okazywał też dużą hojność dla biednych i chorych. Utworzył też Kongregację zajmującą się ocenianiem kompetencji kandydatów na biskupów (lipiec 1592).
Za pontyfikatu Klemensa VIII ukończono prace nad zrewidowaną wersją Wulgaty (tzw. edycja klementyńska, 1592), rozszerzono Indeks ksiąg zakazanych (1596), wydano poprawiony ceremoniarz (1600), brewiarz (1602) i mszał (1604) . W 1599 papież ustanowił centralną komisję do spraw misji, która 23 lata później przerodziła się w Kongregację Rozkrzewiania Wiary. Nie zajął natomiast stanowiska wobec sporu teologicznego między dominikanami a jezuitami dotyczącego wpływu łaski Bożej na wolę człowieka.

### Nepotyzm
Klemens VIII jako kardynał był przeciwnikiem nepotyzmu i po wyborze na papieża początkowo trzymał się tego stanowiska. Wprawdzie jego sekretarzami już w 1592 zostali jego siostrzeniec Cinzio Passeri Aldobrandini oraz bratanek Pietro Aldobrandini, ale zwlekał z wyniesieniem ich do godności kardynalskiej aż do września 1593. Od tego momentu jednak nie ustępował poprzednikom we wspieraniu własnej rodziny. W następnych latach obaj kardynałowie otrzymali szereg bardzo dochodowych urzędów kurialnych; Pietro został m.in. kamerlingiem (1599) i arcybiskupem Rawenny (1604), a Cinzio prefektem Sygnatury Apostolskiej (1599) i legatem w Awinionie (1604). Mimo formalnie równej pozycji obu kardynałów rzeczywista władza dość szybko przeszła w ręce młodszego i bardziej uzdolnionego Pietro, który został faktycznym władcą Państwa Kościelnego i głównym doradcą Klemensa VIII. Ta różnica w znaczeniu wkrótce zaznaczyła się także w ilości posiadanych beneficjów i wysokości uzyskiwanych dochodów. Roczne dochody Pietro sięgały 40 tysięcy skudów, Cinzio jedynie 20 tysięcy skudów, a po kilku latach dysproporcja ta wzrosła jeszcze bardziej (Pietro 130 tys. skudów w 1600, Cinzio jedynie 30 tys. skudów). Mniejsze znaczenie polityczne Cinzio rekompensował sobie sprawowanym mecenatem artystycznym (był patronem poety Torquato Tasso). Kardynał Pietro w 1598 otrzymał w darowiźnie sporą posiadłość ziemską we Frascati, gdzie wybudował Villa Aldobrandini.

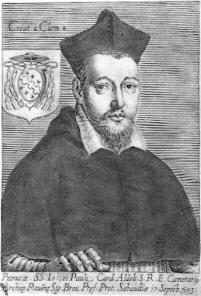
Kardynał Pietro Aldobrandini

Hojność papieża dla krewnych nie ograniczała się tylko do duchownych z jego rodziny. Jego jedyna bratanica Olimpia już w 1585 wyszła za swego dalekiego kuzyna Gianfrancesco Aldobrandini, który teraz także uzyskał tytuł papieskiego „bratanka”. Gianfrancesco otrzymał szereg stanowisk wojskowych, m.in. generała Kościoła, kasztelana zamku św. Anioła i dowódcy gwardii papieskiej. Jego roczne dochody osiągnęły w 1598 ponad 60 tysięcy skudów, do czego dochodziły liczne darowizny wypłacane mu z papieskiego skarbca na rozkaz Klemensa VIII. Jego żona Olimpia otrzymywała od papieża stałą pensję w wysokości 2 tysięcy skudów miesięcznie, a w 1601 dostała od niego dawny pałac księcia Urbino w rzymskim Corso (obecnie Palazzo Doria-Pamphili). W maju 1601 dzięki papieskiej darowiźnie Gianfrancesco zakupił dobra ziemskie w prowincji Emilia (Meldola i Sarsina) za 150 tysięcy skudów.
Silvestro, najstarszy syn Gianfrancesco i Olimpii, w wieku zaledwie 16 lat (w 1603) został mianowany przez Klemensa VIII kardynałem. Najstarsza córka Margherita wyszła za księcia Parmy Ranuccio I Farnese (1600), a druga córka Elena w 1602 wyszła za księcia Mondragone Antonio Carafa. Oba małżeństwa zaaranżował kardynał Pietro Aldobrandini, jednak nie przyniosły spodziewanych korzyści politycznych. W 1599 do Kolegium Kardynalskiego powołany został też 19-letni Giovanni Battista Deti, krewny matki papieża.
Oceniano, że w ciągu trzynastu lat pontyfikatu Klemens VIII przekazał na rzecz swojej rodziny ponad milion skudów, nie licząc regularnych dochodów uzyskiwanych przez jego krewnych z tytułu nadanych im stanowisk.

### Polityka wewnętrzna
Pontyfikat Klemensa VIII to okres wzmożonej działalności Rzymskiej Inkwizycji, która w tym czasie skazała na śmierć dwadzieścia trzy osoby. Jedną z jej ofiar był eks-dominikanin Giordano Bruno, spalony w 1600 za głoszenie dość oryginalnych tez filozoficznych. Skrupulatnie egzekwowano też przepisy ograniczające prawa społeczności żydowskich.
Klemens VIII wykazywał się także sporą surowością w walce z bandytyzmem szerzącym się w Państwie Kościelnym, zatwierdzając wyroki śmierci orzeczone nawet w stosunku do wpływowych bandytów, jak np. Troio Savelli, wywodzącego się z jednego z najpotężniejszych rodów rzymskich. Surowość ta budziła niekiedy uzasadnione wątpliwości. W 1599 za jego przyzwoleniem stracono 22-letnią szlachciankę Beatrice Cenci, która zabiła swojego ojca Francesco Cenciego. Mimo oczywistości jej winy opinia publiczna współczuła jej, było bowiem powszechnie wiadomo, że jej ojciec okrutnie ją traktował i miał napastować ją seksualnie, a ponadto wcześniej był karany za złe traktowanie swych sług oraz sodomię. Pomimo tych okoliczności, papież nie ułaskawił dziewczyny. Wraz z nią zostali straceni także jej matka Lucrezia i starszy brat Giacomo.
30 października 1592 Klemens VIII utworzył tzw. Kongregację Dobrego Rządu, zajmującą się nadzorowaniem prowincjonalnej administracji, zwłaszcza w kwestiach finansowych.

### Jubileusz 1600 roku
Klemens VIII ogłosił rok 1600 rokiem jubileuszowym. Z tej okazji przeprowadził prace renowacyjne w bazylikach laterańskiej i watykańskiej. 31 grudnia 1599 w obecności 80 tysięcy wiernych dokonał otwarcia Porta Santa (Świętych Drzwi) na znak rozpoczęcia jubileuszu. Ogółem Rzym odwiedziło przez cały rok 1600 około trzech milionów pielgrzymów.

### Unia brzeska
Utworzenie prawosławnego patriarchatu w Moskwie w 1589 zrodziło obawy o ingerencję Moskwy w sprawy ludności prawosławnej zamieszkującej Rzeczpospolitą. By się temu przeciwstawić, w polsko-litewskich kręgach polityczno-kościelnych powstał pomysł utworzenia Kościoła unickiego, tj. uznającego zwierzchnictwo papieża, ale zachowującego prawosławną liturgię. Klemens VIII udzielił poparcia temu projektowi. Decyzja części prawosławnych biskupów działających w I Rzeczypospolitej o przyjęciu unii zapadła na synodzie w Brześciu w październiku 1596. W dniu 23 grudnia 1596 Klemens VIII wydał bullę Magnus Dominus, zatwierdzającą te uchwały. Ponad milion prawosławnych przeszło wówczas do Kościoła katolickiego, jednak większość Rusinów nie przyjęła postanowień unii.

### Podbój Ferrary
Księstwo Ferrary było lennem papieskim rządzonym przez książąt z dynastii D’Este, władającej także należącym do Cesarstwa księstwem Modeny. Książę Alfons II d’Este nie miał potomstwa, toteż swoje posiadłości chciał przekazać swemu kuzynowi Cezarowi d’Este. Klemens VIII nie zgodził się jednak na to, gdyż Cezar był dzieckiem z nieprawego łoża. Kiedy Alfons zmarł w 1597, papież zadecydował, że księstwo Ferrary musi powrócić do Państwa Kościelnego. W styczniu 1598 do Ferrary wkroczyła armia dowodzona przez kardynała Pietro Aldobrandiniego, która anektowała księstwo, przekształcając ją w zwykłą prowincję rządzoną przez legata papieskiego. Akcja ta spotkała się z poparciem miejscowej ludności, gdyż kardynał zniósł lub obniżył wiele podatków. Cezar d’Este, mimo starań o protekcję na wielu dworach, nie uzyskał realnego wsparcia w walce o Ferrarę. Zdołał się natomiast utrzymać w Modenie jako wasal cesarza.
W samej Ferrarze początkowy entuzjazm dla nowej władzy wkrótce opadł. Szybko dała o sobie znać degradacja statusu miasta ze stolicy księstwa do zaledwie głównego miasta jednej z odległych prowincji. Wielu przedstawicieli wyższych warstw, związanych z obalonym rodem d’Este, wyemigrowało do Modeny.

### Polityka zagraniczna

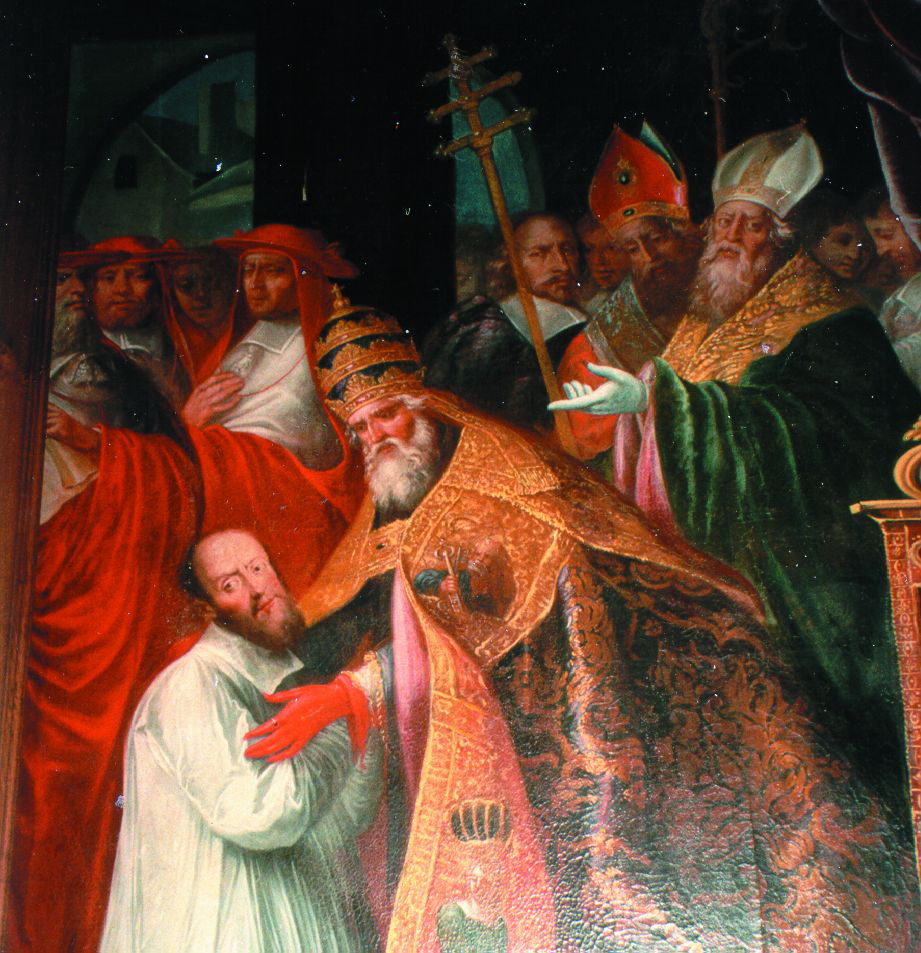
Papież Klemens VIII i św. Franciszek Salezy

#### Krucjata antyturecka
Jako papież dążył, podobnie jak poprzednicy, do organizacji krucjaty przeciwko Turcji. Według jednej z koncepcji na jej czele miał stanąć Jan Zamoyski. W tym celu nuncjusz papieski Germanicus Malaspina prowadził w Polsce w drugiej połowie 1592 rozmowy, starając się także (zgodnie z instrukcjami Klemensa VIII) załagodzić napiętą sytuację w Rzeczypospolitej. Ostatecznie wysiłki te spełzły jednak na niczym. W tej sytuacji papież samodzielnie finansował i ekspediował na Węgry oddziały wojska najemnego. Na czele jednej z takich wypraw w 1601 stanął papieski bratanek Gianfrancesco Aldobrandini, który w jej trakcie zmarł na Węgrzech.

#### Polityka wobec Francji i Hiszpanii
Klemens VIII zerwał ze skrajnie prohiszpańską polityką swoich poprzedników. Obawiając się całkowitego zdominowania Kościoła przez Hiszpanię, która wypłacała pensje wielu kardynałom, a na konklawe w latach 1590–1592 próbowała jawnie wpływać na wybór papieża, dążył do odbudowania pozycji Francji jako mocarstwa katolickiego. Zmiana ta nie odbyła się jednak gwałtownie. Początkowo w wojnie domowej we Francji nadal popierał związaną z dworem madryckim Ligę Katolicką, ale uchylił się od poparcia kandydatury hiszpańskiej infantki Izabeli do tronu francuskiego. Ostatecznie 17 września 1595 uznał za króla Francji Henryka IV, króla Nawarry, który dopiero w 1593 nawrócił się z kalwinizmu na katolicyzm. Zabezpieczenie katolicyzmu we Francji i pojednanie z jej monarchą pozwoliło na przełamanie dominacji zwolenników Hiszpanii w Kolegium Kardynalskim. Dokonane w latach 1596–1604 nominacje doprowadziły do odtworzenia frakcji profrancuskiej w Kurii Rzymskiej.
Klemens VIII skutecznie mediował w konfliktach między katolickimi państwami. W 1598 dyplomacja papieska uczestniczyła w zakończonych sukcesem negocjacjach pokojowych między Francją a Hiszpanią. W 1601 papież doprowadził do zawarcia kompromisowego pokoju między Francją a Sabaudią. Przyjął do wiadomości kończący wojny religijne we Francji edykt nantejski, ustanawiający tolerancję religijną dla hugenotów, choć uczynił to bardzo niechętnie.

#### Wspieranie kontrreformacji
Klemens VIII wspierał liczne inicjatywy mające na celu odzyskanie dla Kościoła obszarów utraconych w wyniku reformacji. Zachęcał cesarza Rudolfa II do obrony praw Kościoła w Cesarstwie, a w jego własnym dominium do rugowania protestantów z urzędów publicznych i powierzania ich gorliwym katolikom. Wspierał wdrażanie reform Soboru Trydenckiego w katolickich państwach Cesarstwa, popierał też działalność jezuitów. Nominacja Franciszka Salezego na biskupa Genewy w 1599 zapoczątkowała kontrreformację w Szwajcarii.
Papież wspierał wysiłki króla polskiego Zygmunta III zmierzające do utrzymania tronu szwedzkiego, w nadziei na przywrócenie w Szwecji katolicyzmu. Pomimo pozbawienia go tronu przez Szwedów w 1599 nadal uważał go za prawowitego monarchę tego kraju. Na jego życzenie Klemens VIII w 1601 mianował kardynała Odoardo Farnese „protektorem Królestwa Szwecji”.
Śmierć królowej Elżbiety I i wstąpienie na tron Jakuba Stuarta w 1603 wzbudziło nadzieję na zakończenie schizmy anglikańskiej. Papież nawiązał kontakt z nowym królem, który zaprzestał represjonowania angielskich i szkockich katolików. Papież utworzył wówczas kolegium szkockie w Rzymie dla katolików z tego kraju. Poprawa sytuacji katolików z Wysp Brytyjskich okazała się jednak krótkotrwała.

### Kanonizacje
Klemens VIII kanonizował Jacka Odrowąża (17 kwietnia 1594), Juliana z Cuenci (18 października 1594) i Rajmunda z Peñafort (26 kwietnia 1601).

### Kardynałowie
Klemens VIII mianował 53 nowych kardynałów na sześciu konsystorzach.

### Ciekawostki
Według legendy, część współpracowników Klemensa VIII namawiała go do wydania zakazu picia kawy, którą nazywano "gorzkim wynalazkiem szatana" i którą kojarzono ze światem islamu. Papież miał wypić trochę kawy, a potem stwierdzić: "Ten napój szatana jest tak smaczny, że byłoby niewłaściwe, gdyby poganie mieli go na wyłączność". W ten sposób papież podobno przyczynił się do popularyzacji kawy w Europie.

## Śmierć
Papież Klemens VIII zmarł w Rzymie 3 marca 1605 o godzinie 5 nad ranem, w wieku 69 lat. Pochowano go w kaplicy paoliańskiej w bazylice S. Maria Maggiore .